# Dan Gurney

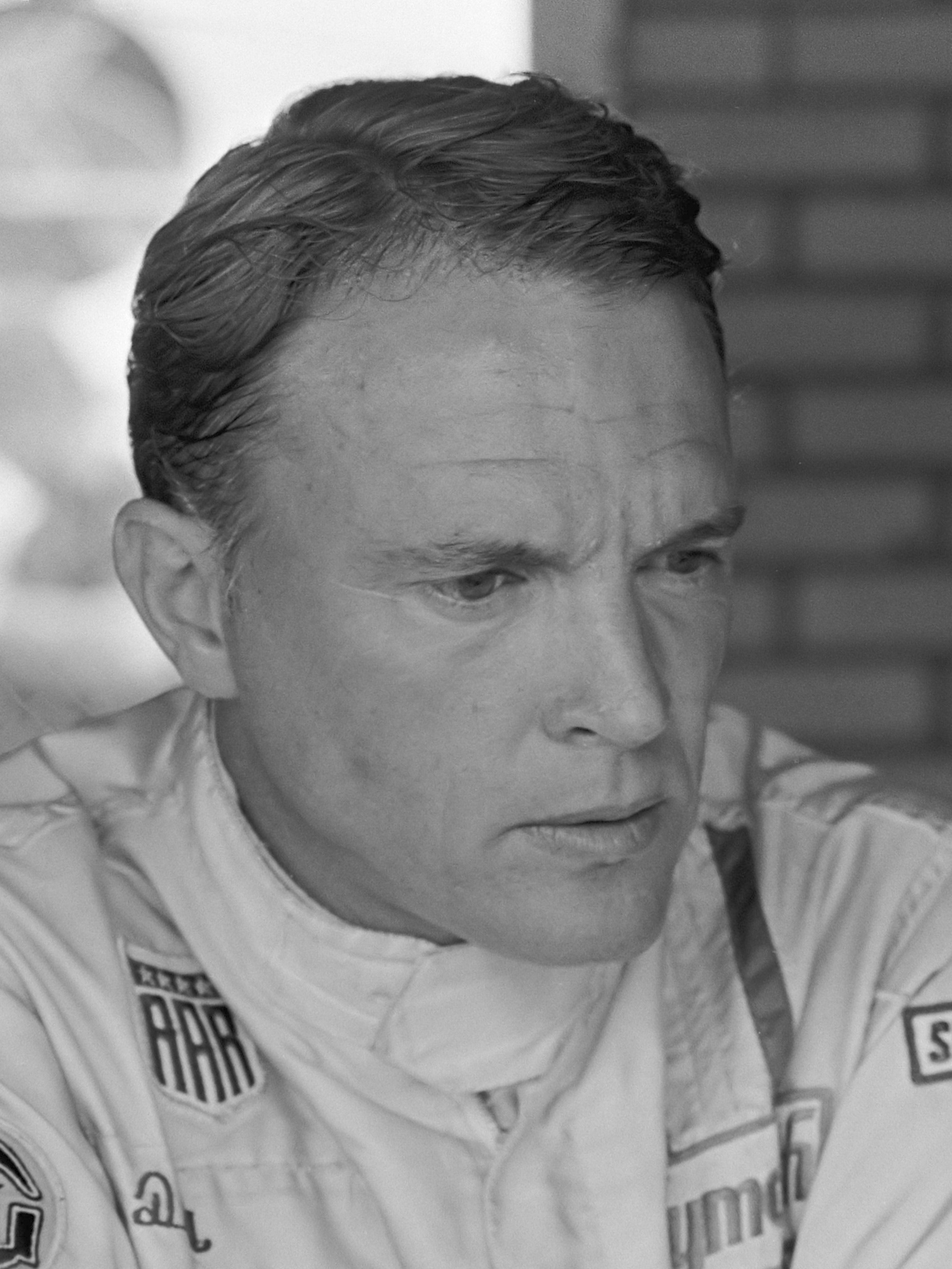
Dan Gurney in 1970

Daniel Sexton (Dan) Gurney (Port Jefferson (New York), 13 april 1931 – Newport Beach, 14 januari 2018) was een Amerikaans Formule 1-, IndyCar-, Sports Cars- en NASCAR-coureur. Hij reed in de Formule 1 tussen 1959 en 1968 en in 1970 en startte 86 van de totaal 87 Grands Prix waar hij voor ingeschreven was voor de teams Ferrari, BRM, Porsche, Lotus, Brabham, Eagle en McLaren.

## Wetenswaardigheden
Dan Gurney is er ook de oorzaak van dat er een vreemde bobbel in de deur van een Ford gt40 zit. Hij was namelijk te groot voor de auto en paste niet met helm in de wagen, waarop de monteurs maar een uitsparing maakten boven in de deur. Hij was ook de eerste persoon die een overwinning vierde door champagne te spuiten na zijn zege in de 24 uur van Le Mans van 1967.
Gurney is de uitvinder van de zogenaamde gurney flap, de verticale elementen op een achtervleugel die voor effectiever gebruik van de vleugel zorgt.

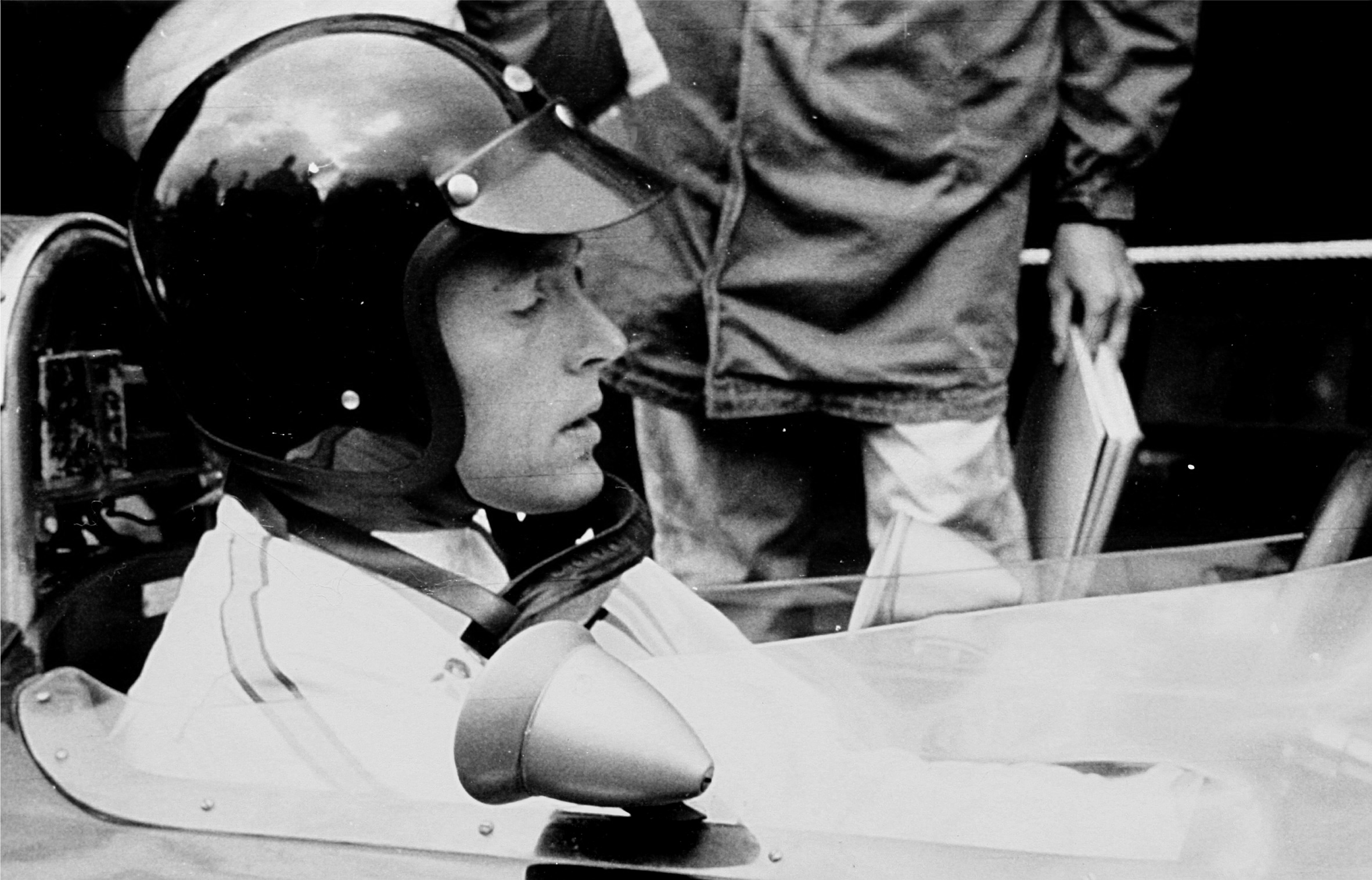
Dan Gurney op de Nürburgring in 1965; hij reed toen voor Brabham

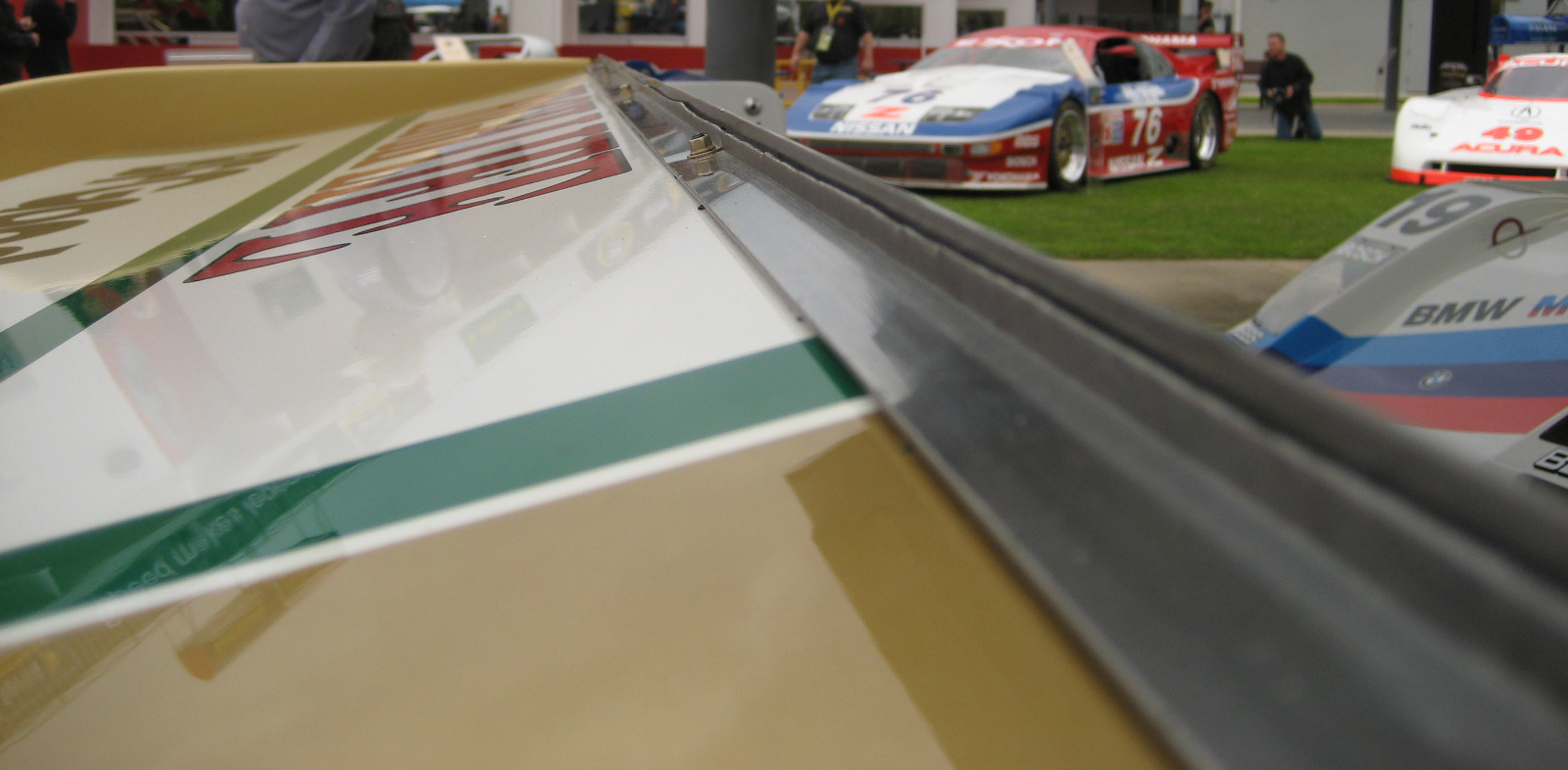
Een “gurney flap” op het achterste gedeelte van de achtervleugel op een Porsche 962